# Tag

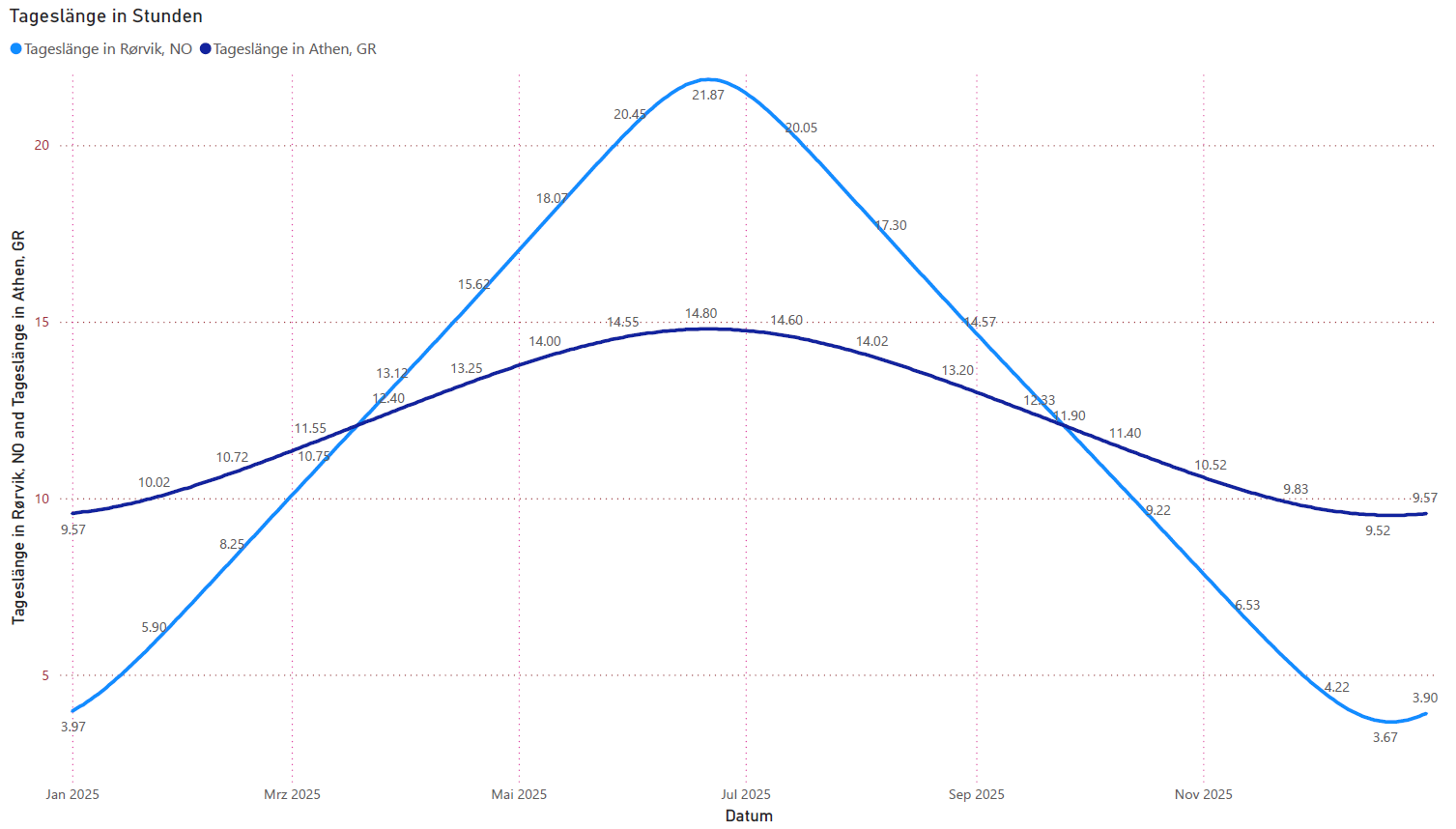
Tageslänge in Stunden eines ganzen Jahres von Rørvik (NO) und Athen (GR) im Vergleich

Der Tag (mhd. tag tac, asächs. dag, got. dags, urgerm. *dagaz) wird in verschiedener Weise als vom scheinbaren Lauf der Sonne um die Erde bestimmter Zeitbegriff verwendet.
- Der Tag ist die Zeit von Sonnenaufgang bis Sonnenuntergang, auch als lichter Tag bezeichnet.
- Davon abweichend wird auch die Zeitspanne des Wachseins und Tätigseins der Menschen, die bis in mittlere Breiten und besonders im Winter (nördliche Erdhälfte) wesentlich länger als der lichte Tag ist, als Tag bezeichnet.
- In Abweichung zum lichten Tag wird auch dessen Summe mit der Nacht als Tag, genauer als voller Tag oder Volltag bezeichnet.
- Einzelne aufeinander folgende Volltage werden als Kalendertage, die heute in der Regel von Mitternacht bis Mitternacht dauern, bezeichnet. Die Nacht gehört somit zwei verschiedenen Kalendertagen an.
- Ein Sonnentag ist die Zeitdauer zwischen zwei oberen Meridiandurchgängen der Sonne. Das sind die Zeitpunkte, an denen die Sonne genau im Süden (nördliche Halbkugel der Erde) bzw. genau im Norden (südliche Halbkugel der Erde) steht. Weil die Dauer des vom Lauf der Sonne vorgegebenen Volltages (wahrer Sonnentag) über ein Jahr schwach variiert, wird ein aus ihm gemittelter mittlerer Sonnentag (auch bürgerlicher Tag genannt) allgemein und für die Länge des Kalendertages verwendet.

Der mittlere Sonnentag (Einheitenzeichen: d) war traditionell die Basis für die Einheit Sekunde (Einheitenzeichen: s): {\displaystyle 1\,\mathrm {s} ={\tfrac {1}{24\cdot 60\cdot 60}}\,\mathrm {d} ={\tfrac {1}{86.400}}\,\mathrm {d} }. Seit 1956 wird deren Länge jedoch anders dargestellt (Atomsekunde). Derzeit ist der mittlere Sonnentag 86.400,003 Atomsekunden lang. Der Kalendertag hat jedoch, abgesehen von wenigen Tagen, in die eine Schaltsekunde eingefügt wird, weiter eine Länge von 86.400 s.

## Grundlegende Begriffe
Veränderliches TageslichtDas veränderliche Tageslicht ist mindestens für all jene Lebewesen bedeutend, die sich zur Abstimmung innerer Abläufe und äußerer Vorgänge auf Licht als Zeitgeber beziehen und wiederholbare Verhaltensmuster entwickeln. Zu wiederkehrenden hellen Phasen der Belichtung tags im Wechsel mit dunklen nachts kommt es an Orten auf der Erdoberfläche infolge der Rotation der Erde und ihres Umlaufs um die Sonne.
Doch sind diese Zeitspannen nicht von konstanter Dauer, sondern schwanken im Jahreslauf, ortsabhängig verschieden stark. So dauert auf 50° geographischer Breite die Spanne des helllichten Tages zur Sonnenwende (Solstitium) im Sommer etwa doppelt so lange wie zur Wintersonnenwende. Zweimal im Jahr, zum Äquinoktium, sind Tag und Nacht gleich lang. Dieser Termin einer Tagundnachtgleiche ist dann für die ganze Erde derselbe.
Zeitspanne tagsDie Zeitspanne tags wird auch lichter Tag genannt. Mit dem Tageslicht ist es Tag, der von Sonnenaufgang bis Sonnenuntergang währt. Diese Spanne entspricht dem Tagbogen des scheinbaren Sonnenlaufs und wird mit dem höchsten Sonnenstand zu Tagesmitte in Tageshälften geteilt; sie kann daneben in Tageszeiten unterschieden sowie in (oft zwölf) Tagesstunden unterteilt werden.
Die Dauer dieser Tagesabschnitte hängt jeweils von der Tageslänge ab und schwankt daher mit zunehmender Äquatorferne stärker (siehe hierzu auch Breitenkreise). An Orten mit einer geographischen Breite der Polarkreise oder höher, in den Polargebieten, ist nicht mehr jede Drehung der Erde mit Auf- und Untergang der Sonne verknüpft, was als Polartag bezeichnet wird. Tags aufgefasst als (lichte) Tage sind somit Zeitspannen von sehr verschiedener Dauer.
Zeitspanne aus tags und nachtsDie Zeitspanne aus tags und nachts wird ein „voller Tag“ genannt, wenn die von Tageslicht erhellte Spanne zusammen mit der angrenzenden Nacht zwischen zwei vergleichbaren Belichtungsphasen gefasst wird, beispielsweise außerhalb der Polarregionen von einem Aufgang der Sonne bis zum nächsten Sonnenaufgang oder von einem Sonnenuntergang bis zum nächsten (Nychthemeron). Da die Sonne im Frühlingshalbjahr von Tag zu Tag früher auf- und später untergeht und im Herbsthalbjahr von Tag zu Tag später auf- und früher untergeht, unterliegt die Dauer eines auf den Auf- oder Untergang der Sonne bezogenen vollen Tages starken Schwankungen, deren Ausmaß von der geographischen Breite abhängt. Ein sinnvollerer Bezugspunkt für die Definition des vollen Tages ist der nahezu symmetrisch in der Mitte des lichten Tages liegende Mittag, in dem die Sonne in ihrer oberen Kulmination, dem höchsten Stand über dem Horizont, den Meridian überquert und ihr Stundenwinkel gleich null ist. Eine gleichwertige Alternative ist die entgegengesetzte Position der Mitternacht, in der die Sonne in ihrer unteren Kulmination den Meridian überquert und ihr Stundenwinkel gleich 12h = 180° ist (diese Position der Sonne liegt in den nichtpolaren Regionen der Erde ganzjährig unterhalb des Horizonts). Der volle Tag, definiert als die Zeitspanne zwischen zwei aufeinanderfolgenden Mittagen oder Mitternächten, ist ein Sonnentag; seine Dauer ist für alle Orte gleich lang und schwankt auch im Jahreslauf nur gering. Im bürgerlichen Leben beginnt der Sonnentag zur Mitternacht; in der Astronomie ist auch der am Mittag beginnende Sonnentag gebräuchlich. Zur zeitlichen Einteilung eines Sonnentages dient die örtliche Sonnenzeit, definiert als Stundenwinkel der Sonne ± 12 Stunden; damit ist es zur Mitternacht 0h und am Mittag 12h Sonnenzeit.
Dauer der ZeitintervalleDie exakte Dauer des Zeitintervalls zwischen zwei aufeinanderfolgenden Mittagen oder Mitternächten ändert sich im Jahreslauf. Da die Erde sich nicht in der Äquatorebene und nicht auf einer Kreisbahn mit konstanter Winkelgeschwindigkeit, sondern in der Ekliptik entsprechend den Keplerschen Gesetzen auf einer Ellipsenbahn um die Sonne bewegt, erfolgt der jährliche Umlauf der Projektion der Richtung der Sonne auf den Äquator mit einer variablen Winkelgeschwindigkeit.
Daher ändert sich der in der Äquatorebene liegende Stundenwinkel der Sonne, selbst bei Annahme einer konstanten Rotationsgeschwindigkeit der Erde, ungleichmäßig. So ist auch die Dauer eines wahren Sonnentages, in dem der Stundenwinkel der Sonne sich im 24h = 360° ändert, also etwa die Dauer von einer unteren Kulmination der Sonne (= Mitternacht) bis zur nächsten, veränderlich. Um bis zu etwa eine Minute können sich wahre Sonnentage unterscheiden, der durchschnittliche Wert im Laufe von Jahren für die zwischen den (unteren) Meridiandurchgängen verstreichende Zeit beträgt derzeit ungefähr 24 Stunden.
Durchschnittliche TagesdauerDer ermittelte Durchschnittswert der Zeitdauer wahrer Sonnentage, der mittlere Sonnentag, gibt den Anhalt für die Festlegung der Dauer des sogenannten bürgerlichen Tages, der zur Grundlage des kalendarischen Zeitbezuges wurde. Diesem heute verbreiteten zeitlichen Bezugsschema wird ein Zeitmaß „Tag“ von konstanter Dauer unterlegt, dessen Abfolge mittels etwaiger Schaltsekunden dem aktuellen Mittelwert angepasst wird.
Zu Anfang des 20. Jahrhunderts waren auch die Zeitmaße Stunde, Minute, Sekunde noch als Bruchteile eines mittleren Sonnentages definiert. Als jedoch offensichtlich geworden war, dass die Erdumdrehung nicht wie angenommen eine konstante Rotationsperiode hat, wurde die an die Rotation gebundene Sonnensekunde in den 1950er Jahren zunächst abgelöst durch die auf der Bahnbewegung der Erde beruhenden Ephemeridensekunde als Zeiteinheit. Seit der Einführung der Atomsekunde Ende der 1960er Jahre wird die Basiseinheit dieses Zeitmaßes nicht mehr astronomisch bestimmt, sondern abgekoppelt von Drehung und Umlauf der Erde.
Im SI ist die zugrundeliegende Maßeinheit der Zeit auf Basis der Atomzeit definiert, deren Zeitnormal Atomuhren stellen: die Sekunde. Ihr 86.400faches wird auch als „Tag“ bezeichnet, mit dem Zeichen „d“ (für lateinisch dies ‚Tag‘) angegeben, und in 24 Stunden zu 60 Minuten von je 60 Sekunden aufgeteilt.
Konstantes Zeitmaß dDas übliche konstante Zeitmaß Tag (d) von 24 Stunden ist das 86.400fache der SI-Einheit Sekunde. Deren Definition wurde so gewählt, dass der damit gemessene mittlere Sonnentag gerundet nun (derzeit) 86.400 Sekunden dauert; auftretende Differenzen werden durch Schaltsekunden ausgeglichen.
Dieses Zeitmaß entspricht also etwa dem gegenwärtigen Mittelwert, es gibt nicht die wahre Dauer eines Sonnentages an. Mit der Konstruktion aneinander gereihter konstanter Zeitabschnitte für die mittlere Sonnenzeit wird der wahre Sonnenstand zu Mittag regelmäßig um maximal eine gute Viertelstunde Anfang November verfehlt; die jeweiligen Abweichungen können über die Zeitgleichung errechnet werden.
Tatsächliche TagesdauerDie tatsächliche Dauer eines wahren Sonnentages ändert sich von Tag zu Tag etwas, sie wird von den aktuellen Bahngeschwindigkeiten während des Umlaufs sowie von der Rotationsgeschwindigkeit der Erde bestimmt und weicht um bis zu etwa 30 Sekunden von 24 Stunden ab.
Allerdings geben diese Zeitspannen nicht die Dauer wieder für eine ganze Umdrehung der Erde. Bereits Kopernikus war bekannt, dass ein Tag-Nacht-Zyklus nicht je einer ganzen Erdrotation entsprechen kann, wenn die Erde um die Sonne läuft. Denn ohne jede Eigenrotation ergibt sich während eines ganzen Umlaufs schon genau ein Tag-Nacht-Zyklus.
Präzise ZeitangabenMisst man die Zeitspanne von Kulmination zu Kulmination nicht für den Stern Sonne, der als Zentralgestirn umlaufen wird, sondern in Bezug auf das Licht anderer sehr ferner Sterne, so wird die Erdrotation vor dem Hintergrund der Fixsterne dargestellt durch die Dauer des siderischen Tages. Man beobachtet die scheinbare Drehung des Nachthimmels und erhält damit einen Näherungswert für die Rotationsdauer der Erde von ungefähr 86.164 Sekunden.
Vor dem Fixsternhintergrund betrachtet vollzieht die Erde nämlich übers Jahr gesehen genau eine Rotation mehr als die Zahl an auf die Sonne bezogenen (lichten, vollen, Sonnen- oder Kalender-) Tagen. Da die Drehung der Erde gleichsinnig (prograd) dem Lauf um die Sonne ist, ist ihre Dauer um rund 24 h/366 oder knapp 4 Minuten kürzer als ein mittlerer Sonnentag. Derzeit beträgt die Umdrehungsdauer der Erde circa 23 Stunden 56 Minuten und 4,10 Sekunden mit Schwankungen im Bereich von Millisekunden und einer langfristigen Tendenz der Zunahme. Eine zunehmende Umdrehungsdauer spiegelt sich bei gleichen Umlaufbedingungen in zunehmenden Tageslängen wider, sowohl für den vollen wie den lichten Tag.
Zwar wird ein Schauen des Sternenhimmels und ein Sichten des Sonnenstandes als zeitliche Bezugnahme im Alltag heute für manchen ersetzt durch den Blick auf die Uhr, manchmal mit dual time für down under. Doch ist Licht für Menschen immer noch zeitgebend, so auch für das gegebene Datum („dies Gegebene“, lateinisch: datum) von heute, an diesem Tag – dem dann subjektiv Bedeutung zukommt beispielsweise als Geburtstag, an dem jemand „das Licht der Welt erblickt“ hat.

## Tag als Zeitspanne
Ausgehend von dem Grundkonzept – in Bezug auf die Phase der Belichtung an einem Aufenthaltsort einen zeitlichen Verhalt anzugeben – sind eingeschränkte oder erweiterte, besondere und allgemeine Begriffe des Tages entwickelt worden:
- als unbestimmte Spanne
  - tags oder Tag nicht näher bestimmt oder bezogen, als die Zeit mit Licht, dem Tageslicht
- als ungefähre Spanne
  - Tageszeit wie morgens, vormittags, mittags, nachmittags oder abends
- als bestimmte Zeitspanne
  - lichter Tag als die helllichte Zeit von Sonnenaufgang bis Sonnenuntergang
  - voller Tag bestehend aus den Spannen nachts und tags zwischen vergleichbaren Sonnenständen, z. B. Nychthemeron
  - Sonnentag als Zeitintervall zwischen Mitternacht und Mitternacht
- als bemessene Zeitspanne
  - ein Tag als festgelegte Anzahl einheitlicher Zeitabschnitte, beispielsweise 24 Stunden in WOZ
  - ein Standard-Tag als Zeitmaß mit festgelegter Summe von SI-Einheiten Sekunde
  - der Tag als durch eine wählbare Zahl an Zeiteinheiten definierter Zeitraum, z. B. ein tariflicher Arbeitstag
- als gelebte Zeitspanne
  - sozialer Tag, wie ein Tagesablauf für Teilnehmer in Gesellschaft als üblich vermittelt wird, kulturell verschieden
  - subjektiver Tag, wie jemand seine Zeitspanne von Aufstehen bis Schlafengehen oder wieder Aufstehen organisiert und erlebt
- als sukzessive Zeitspanne
  - Wochentag, mit abzählbarer Stelle in der Anordnung einer Reihe von Tagen
  - Kalendertag, summierbar in Reihung, so umgangssprachlich „Datum“
- als verallgemeinerte Zeitspanne
  - dem Tag auf der Erde analoge Begriffe, übertragbar auf Himmelskörper

Die Benennung Tag wird also sowohl für Zeitspannen wie für Maßeinheiten verwendet.
Unterschiedliche Definitionen der Tagesgrenzen – ob dies nun der wahre, scheinbare oder mittlere Aufgang, Untergang oder Durchgang von Rand oder Mitte der Sonne als ein beobachtetes, errechnetes, festgelegtes oder verkündetes Datum sei – sowie verschiedene für präzise Zeitbestimmungen zu berücksichtigende Umstände – wie die Zeitgleichung, Zeitzonen, Schalttage, Schaltsekunden, Referenzorte und Referenzsysteme – führen dazu, dass beispielsweise auch der Anfang eines Kalendertages abhängig vom kulturellen Kontext anders gesetzt werden kann.
Die Begriffe Tag und Nacht können damit einzeln oder zusammen je verschieden gefasst werden. Dem Begriff des lichten Tags – tagsüber gegenüber nachts – entspricht als veränderter Sonnenstand idealisiert der astronomische Begriff Tagbogen der Sonne.

## Tag als Zeitmaß
Im Messwesen wird eine Maßeinheit „Tag“ der physikalischen Größe Zeit (Dauer) als ein bestimmtes Vielfaches der Basiseinheit Sekunde des Internationalen Einheitensystems (SI) definiert. Das Einheitenzeichen ist der kleine Buchstabe „d“, nach dem lateinischen Wort dies für Tag.
1 d = 24 h = 1440 min = 86 400 s
Zeit kann in Tagen mit Stunden und Unterteilungen, oder in Tagesbruchteilen angegeben werden.
Die Einheit „Tag“ gehört zwar nicht zum Internationalen Einheitensystem (SI), ist zum Gebrauch mit dem SI aber zugelassen. Sie ist außerdem, ebenso wie Stunde und Minute, gesetzliche Maßeinheit gemäß der EU-Richtlinie 80/181/EWG (Einheitenrichtlinie) sowie auch gemäß der deutschen und der Schweizer Einheitenverordnung. Die Definition ist so gewählt, dass „d“ ungefähr der mittleren Dauer von sonnenbezogenen Tagen auf der Erde entspricht.
Da die natürlich auftretenden Sonnentage infolge der periodischen Schwankungen und auch wegen nicht periodischer Verschiebungen ja verschieden lange dauern, ergeben sich denn Differenzen zu einem Bezugsmuster, dem die Maßeinheit „d“ als Standard für Tag zugrunde gelegt wird. Erst mit einem Referenzsystem im Hintergrund kann dann für die unterschiedlichen Zeitspannen tatsächlicher Tage über die Zeitgleichung ein wiederholbares Zeitmaß konstruiert, auf eine Maßeinheit bezogen und durch Schaltsekunden gegebenenfalls angepasst werden.
In ähnlicher Weise wird heute die Koordinierte Weltzeit (UTC) gebildet.

## Kalendertag
Der Kalendertag ist in der Kalenderrechnung als Zeitspanne neben dem Kalenderjahr und bisweilen dem Kalendermonat die grundlegende Größe.

### Gregorianischer Kalendertag
In dem heute weltweit gebräuchlichen gregorianischen Kalender ist ein Tag die Zeitspanne von einer Mitternacht bis zur nächsten Mitternacht.
Eine Zeitspanne von 24 Stunden, die um 00:00 Uhr beginnt und um 24:00 Uhr endet. 24:00 Uhr fällt mit dem Beginn des nächsten Tages zusammen (ISO 8601)
Eine Kombination wie 5. Mai, also bestimmt durch Monat und Tagesnummer, aber ohne Jahr, nennt man einen Kalendertag.
Die Kalendertage werden nach der ISO 8601 innerhalb eines Monats von „1“ ausgehend als Kalenderdatum fortlaufend nummeriert und in einem Datumsformat schriftlich fixiert. Außerdem wird ihnen, von Monat und Jahr unabhängig, in fester Reihenfolge ein Wochentag zugewiesen. Damit beschreibt das Datum des Tages eine fortlaufende Zeitskala (lineare Zeit), in Unterscheidung zum Wochentag, das sich in seinem Ablauf regelmäßig wiederholt (zyklische Zeit).
Beginn und Ende eines solchen Tages sind abhängig von der Zeitzone, auf die sich die Angabe bezieht.

### Tage in anderen Kalender- und Zeitangabe-Systemen
Der Tagesbeginn um „Mitternacht“ ist eine Übereinkunft angelehnt an Konventionen der Astronomie. Andere Kalendersysteme setzen den Tagesbeginn auf den „Sonnenaufgang“. Im jüdischen und islamischen Kalender umfasst der Tag die Zeit von einem „Sonnenuntergang“ bis zum nächsten Sonnenuntergang. Diese Auffassung war im europäisch-vorderasiatischen Raum insgesamt lange vorherrschend. Die römische Zählung der Nachtstunden (vigiliae) und bestimmte Elemente des christlichen Ritus können als Beispiele genannt werden. Das bekannteste Beispiel dürfte der Beginn des Weihnachtsfestes (25. Dezember) bereits an seinem Vorabend sein, der nach moderner Rechnung noch zum 24. Dezember gehört (Heiligabend). Die Setzung des Tagesbeginns auf den Sonnenuntergang ist besonders in Kombination mit Mondkalendern zweckmäßig, bei denen der Monat ebenfalls abends mit der dann sichtbaren neuen Mondsichel beginnt.
Noch heute werden viele Feiertage schon am Vorabend begangen, zum Beispiel als Heiligabend oder Nikolausabend, denn in manchen früheren Kalendern im europäischen Raum begann der neue Tag ähnlich wie in jüdischen und islamischen Kalendern nicht erst um Mitternacht, sondern schon mit der lokalen Abenddämmerung, und so ein Feiertag mit dem Feierabend.
Siehe auch:
- altägyptischer Tag, zeitliche Aufteilung des Tages im Alten Ägypten
- mesopotamischer Tag, Nychthemeron, zeitliche Aufteilung des Tages im Alten Orient

Eine Besonderheit sind die synodischen lunaren Tage Tithi der vedischen Zeitrechnung, die in ihrer Dauer zwischen 19 und 26 Stunden variieren, mit 1 masa (Lunarmonat) = 30 tithi.

## Astronomische Tage

### Spezielle Begriffe der Dauer eines Tages
Herkömmlich wird die Dauer eines Tages definiert als jener Zeitumfang, den die Erde oder ein Himmelskörper braucht, um eine einzelne Drehung in Bezug auf einen Stern zu vollziehen, präzise gemessen von einer Kulmination zur nächsten beziehungsweise zwischen einem Meridiandurchgang und dem nachfolgenden gleichartigen. In Hinsicht auf einen fernen Stern, als fixiert angenommen, ist dies ein Siderischer Tag und gleichwertig einer vollständigen Umdrehung des Körpers um sich selbst. Im Hinblick auf die Sonne, bezogen als zentrales Gestirn, ist solch ein Sonnentag nicht gleich einer ganzen Rotationsperiode des Körpers um seine Achse – denn der Lauf um die Sonne bringt ja für sich genommen während des jährlichen Umlaufes schon einen Tag-Nacht-Zyklus hervor.
Es gibt verschiedene dem Kalendertag ähnliche Größen, die ihren Ursprung in den komplexen Bewegungen der Himmelskörper und den verschiedenen Bezugspunkten himmelsmechanischer Berechnungen haben:
Wahrer SonnentagDie Zeitspanne von einem Sonnenhöchststand bis zum nächsten Sonnenhöchststand oder von einem Sonnentiefststand zum nachfolgenden (meist von Mitternacht (unterer Meridiandurchgang) bis Mitternacht). Auf dem Sonnentag basiert die wahre Sonnenzeit, die Wahre Ortszeit (WOZ).
Dauer: rund 24 Stunden plus/minus ungefähr 30 Sekunden
Mittlerer SonnentagMittlerer Sonnentag wird die über Jahre gemittelte durchschnittliche Dauer wahrer Sonnentage genannt, die zunächst nur für astronomische Zwecke berechnet wurde.
Dauer: rund 24 Stunden
Bürgerlicher TagIm Bemühen ein zeitliches Bezugsschema mit einem konstanten Zeitmaß zu konstruieren, das auf jeden (vollen) Tag anwendbar ist, wurde der mittlere Sonnentag als Anhaltswert für die Zeitspanne des sogenannten bürgerlichen Tages (englisch civil day) herangezogen und in 24·60·60 gleiche Anteile aufgeteilt. Auf diesem bürgerlichen Tag basiert in der heutigen Kalenderrechnung zumeist ein Tag, der Kalendertag. Gelegentlich wird bei einem Kalendertag die Zeitdauer durch Einfügen einer Schaltsekunde verändert, um damit Abweichungen zum Durchschnittswert von Sonnentagen auszugleichen, die wegen der nicht konstanten Erdrotation auftreten. Über diese Anpassungen wird die Weltzeit (UTC) einerseits auf die Universalzeit (UT1) – bis auf eine geringe Differenz (dUT1) – abgestimmt und andererseits mit der Atomzeit koordiniert.
Dauer: 24 Stunden (plus/minus 1 Schaltsekunde)
Siderischer TagDie Umdrehungszeit der Erde in Bezug auf die Fixsterne. Der Siderische Tag (im Englischen „stellar day“) bezieht sich also nicht auf die Belichtung durch die Sonne, sondern auf das Licht anderer ferner Sterne, die als feststehend angenommen werden.
Dauer: rund 23 Stunden 56 Minuten 4,10 Sekunden
SterntagDie Umdrehungszeit der Erde in Bezug auf die Kulmination des Frühlingspunktes wird – nicht ganz treffend – als Sterntag bezeichnet (im Englischen „sidereal day“). Auf dem Sterntag beruht die Sternzeit; seine Dauer ist um etwa 8 Tausendstel Sekunden vom Siderischen Tag verschieden, für exaktere astronomische Berechnungen aber von Bedeutung.
Dauer: rund 23 Stunden 56 Minuten 4,09 Sekunden
EphemeridentagDer Tag, der auf der Ephemeridensekunde beziehungsweise der Ephemeridenzeit aufbaut, heißt Ephemeridentag.
Dauer: rund 24 Stunden
Für die Festlegung der Weltzeit oder zum Auffinden von Sternörtern wird die Sonnenzeit beziehungsweise die Sternzeit in Referenz auf den Nullmeridian angegeben.

### Außerirdische Tage
In allgemeinerer Form wird unter einem Tag die Zeitspanne zwischen zwei aufeinanderfolgenden gleichen oder vergleichbaren Belichtungsphasen auf einem Himmelskörper verstanden. Bezogen auf dessen Belichtung durch das umlaufene Zentralgestirn ergibt sich ein Tag daraus, dass die Rotationsbewegung des Körpers und seine Umlaufbewegung zueinander ins Verhältnis gesetzt werden nach ihrer Dauer, Ebene und Richtung.
So gibt es neben dem Tag auf der Erde beispielsweise auch einen „Marstag“ („Sol“ genannt) und einen „Merkurtag“ in Bezug auf die Sonne; gemessen in irdischen Zeitnormen – d als Maßeinheit Tag auf Basis der SI-Sekunde – dauert ein Tag auf dem Mars etwa 1 d und 40 Minuten und ein Tag auf Merkur etwa 176 d. Der „Mondtag“ als Tag auf dem Erd-Mond ist im Mittel etwa 29,53 d lang; diesem entspricht dann eine Periode der Mondphasen, wenn sie von der Erde aus betrachtet werden – von einem Neumond bis zum nächsten Neumond ist das gleich einem synodischen Monat.

### Frühere irdische Tage
Da die Rotation der Erde im Laufe der Zeit abgebremst wird – insbesondere durch Gezeitenwirkungen des Mondes –, werden künftige Erdtage tendenziell länger; umgekehrt dauerte ein Tag auf der Erde früher nicht so lange wie heute. Vor etwa 600 Millionen Jahren vollzog die Erde eine volle Drehung um sich selbst in etwa 22 heutigen Stunden. Da der Umlauf um die Sonne etwa genauso lange wie heute dauerte, hatte ein Jahr damals knapp 400 Sonnentage. Belege dafür finden sich unter anderem in den zyklisch abgelagerten Sedimenten (Warven) präkambrischer Gesteine.
Für die sehr junge Erde vor etwa 4,5 Milliarden Jahren ergaben numerische Simulationen eine Tagesdauer von etwa 6 Stunden. Die Verhältnisse noch früherer Zeiten vor der Entstehung des Mondes und einer mutmaßlich vorangegangenen Kollision des hypothetischen Protoplaneten Theia mit der Protoerde lassen sich kaum rekonstruieren.

## Subjektiver und sozialer Tag

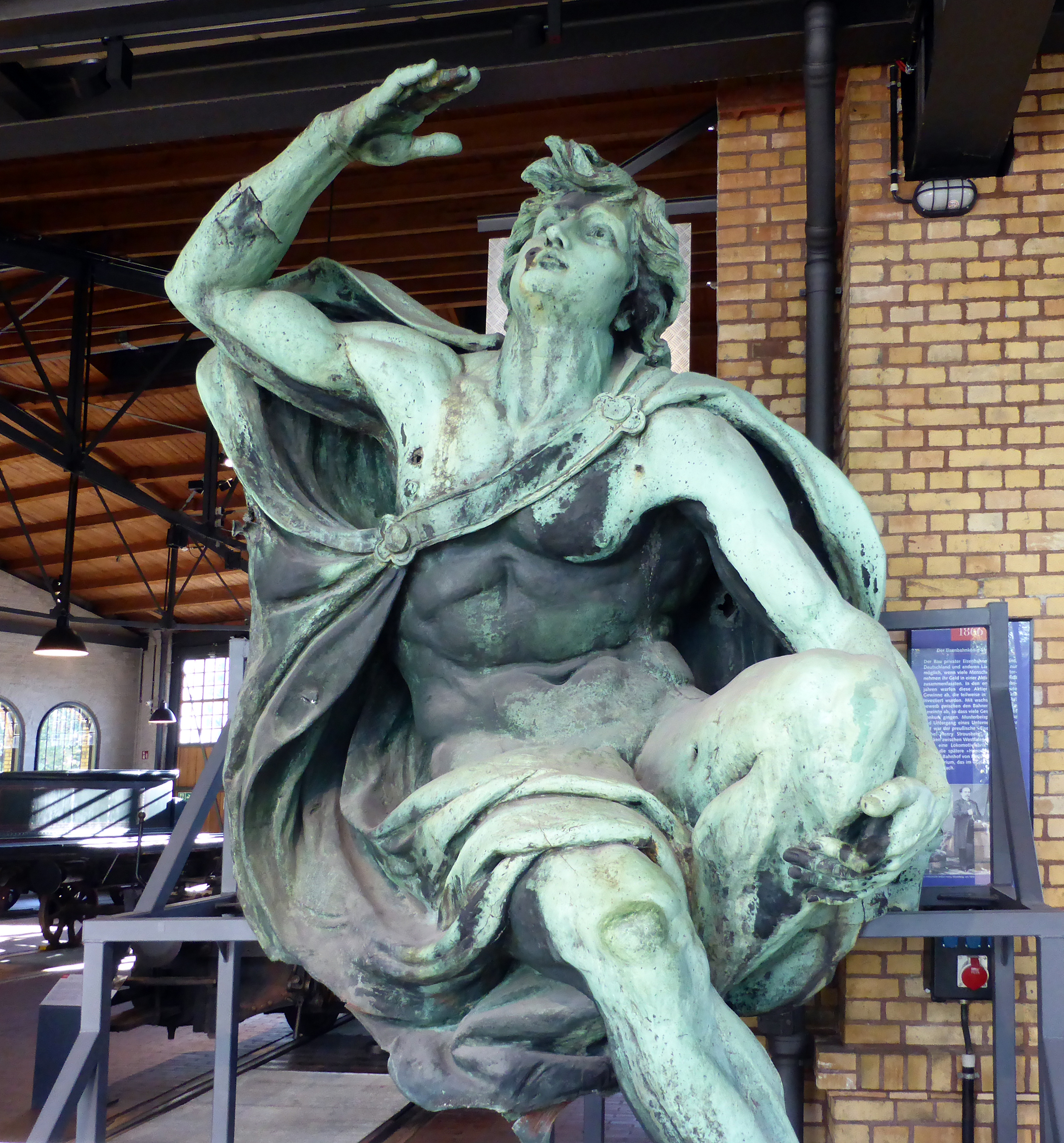
Allegorie Tag von Ludwig Brunow, 1880.

Im täglichen Leben wird der „subjektive Tag“, englisch auch awake time period, durch den Rhythmus von Aufstehen und Schlafengehen bestimmt. Der Tag wird oft in die Abschnitte Morgen, Vormittag, Mittag, Nachmittag, Abend und Nacht gegliedert.
Biologische Rhythmen treten mit verschiedener Periodendauer auf – mehrere Jahre, etwa ein Jahr oder ein Monat oder ein Tag oder auch kürzere, ultradiane Zeitspannen – und können als wiederholte Muster der Anpassung innerer Zustände an äußere Umstände verstanden werden. Dabei wird die Änderung der inneren Prozessbereitschaft eines Organismus als endogener Rhythmus organisiert und über gewisse Signale an die zeitlichen Schwankungen im Ablauf von Veränderungen seiner Umgebung gekoppelt. Verändert sich die Umgebung kaum oder fehlen entsprechende externe Signale, so läuft der endogene Rhythmus frei mit einer eigenen Periodenlänge. Beträgt die ungefähr einen Tag, wird von Circadianem Rhythmus gesprochen. Erzeugt wird dieser endogene Circadiane Rhythmus in einem Organismus – man findet ihn bei Pflanzen und Tieren wie dem Menschen – durch ein schwingendes Teilsystem, Oszillator oder Innere Uhr genannt, das als Schrittmacher fungierend nun mögliche Takte als Phase vorgibt, deren Länge oder Intervall dann über äußere Reize, Zeitgeber genannt, feiner abgestimmt wird. Dadurch können innere und äußere Verhältnisse hinsichtlich ihrer zeitlichen Struktur in Einklang gebracht werden und so synchron sein, wie innere Schwingungen veränderten äußeren Schwankungen angeglichen worden sind (Entrainment).
Die meisten chronobiologisch untersuchten Lebewesen konstruieren den passenden tatsächlichen Tagesrhythmus mit Licht als dem wichtigsten Zeitgeber; für die Organisation passender natürlicher Bezüge wirkt also das Licht des Tages zeitgebend.
Daher bildet der lichte Tag auch die Basis der sozialen und subjektiven Tagesbegriffe: Bis zur Einführung künstlicher Beleuchtung musste für fast alle Arbeiten das natürliche Licht ausgenutzt werden – in vielen Branchen und auch Weltgegenden bis heute.
Für die überwiegende Mehrzahl der Menschen fallen innerlich erlebter subjektiver Tag und äußerlich verlangter „objektiver“ Zeitbezug wenig auseinander. In den gemäßigten Breiten korrespondiert allerdings der Tagesablauf gegenwärtig zumeist nicht mehr mit dem lichten Tag; im Sommerhalbjahr erwacht man im Allgemeinen erst lange nach Tagesanbruch, im Winter wird man schon vorher wach, und während die Sonne über dem Horizont steht, halten sich viele Menschen gar nicht im Freien auf. Das wird als eine der Ursachen der saisonalen Depression (Winterdepression) gesehen; die Stärke künstlicher Beleuchtung beträgt nur Bruchteile der Leuchtdichte eines natürlich hellen Tages.
Weniger leicht ist die Situation für Menschen, deren subjektiver Tag oft oder regelmäßig nicht dem bürgerlichen Tagesablauf (sozialer Tag) folgt. Nach Schichtarbeit bis, über oder ab Mitternacht empfinden manche dieser Personen intuitiv die nachfolgende Zeit als zum vorhergehenden Tag gehörig. Die Verschiebung zum Kalendertag fällt ihnen dann etwa beim Verfassen schriftlicher Datumsangaben auf. Problematischer aber ist die Verschiebung des Schlafrhythmus gegen den lichten Tag, die auch zu gesundheitlichen Störungen (Schichtarbeitersyndrom) führen kann. Bei manchen zirkadianen Schlaf-Wach-Rhythmusstörungen verschiebt sich der persönliche Tag so weit, dass er sich mit dem nächsten sozialen Tag überschneidet. Menschen, deren persönlicher Tag als individueller Lebensstil permanent gegenüber dem lichten Tag verschoben scheint, bezeichnet man als Nachtmenschen.
Eine andere Problematik ergibt sich aus der möglichen Zeitverschiebung gegenüber anderen Zeitzonen. Im modernen Alltag helfen Zeitzonenuhren abzuklären, welcher Tag an anderem Ort heute ist, oder es werden E-Mails in UTC datiert und erst vor Ort umgerechnet. Bei Fernreisen in andere Zeitzonen kann aufgrund des fehlenden Entrainments der inneren Uhr ein Jetlag auftreten.